# Duché de Normandie
septembre 911 – 1469
Entités précédentes :
- Francie occidentale
- Royaume de Bretagne

Entités suivantes :
- Royaume de France (Province de Normandie)
- Îles Anglo-Normandes
  -  Bailliage de Guernesey
  -  Bailliage de Jersey

Le duché de Normandie est un État féodal qui a existé de 911 à 1469, d'abord comme principauté largement autonome, puis, après sa conquête par le roi de France en 1204, comme partie du domaine royal ou comme apanage. Louis XI supprime le duché en 1469. Toutefois, il subsiste pour sa partie insulaire (les îles Anglo-Normandes) comme dépendance de la couronne britannique.
Le duché de Normandie fait partie, comme l'Aquitaine, la Flandre ou la Catalogne, de ces principautés qui émergent au milieu du Moyen Âge avec la décentralisation du pouvoir royal carolingien. En 911, débordé par les raids des Vikings, le roi des Francs Charles le Simple confie à l'un de leurs chefs, Rollon, les pays autour de la Basse-Seine. Cette concession est l'embryon du duché de Normandie. Les Vikings mettent en place un État solide, puissant et prospère, qui atteint son apogée quand, en 1066, le duc Guillaume le Bâtard s’empare du royaume d'Angleterre. Pendant près de cent cinquante ans, Normandie et Angleterre ont destin lié. Après le milieu du XIIe siècle et l'installation des Plantagenêts à la tête du royaume anglo-normand, le duché n'a plus le rayonnement d'autrefois sur le plan politique. En 1204, le roi de France Philippe Auguste confisque la Normandie et la rattache au domaine royal.

## Historique

### Le duché de Normandie aujourd’hui
S'il a été supprimé dans son caractère féodal en tant que tel en 1469, le duché de Normandie a, pendant près de six siècles, été divisé en deux parties inégales : la partie continentale ou française ; la partie insulaire, appartenant à la couronne britannique, et qui n'a jamais pu être conquise durablement par la France.
Le duché de Normandie, s'il devait encore exister, serait réduit aux îles Anglo-Normandes (Jersey et Guernesey), dont les bailliages sont sous la souveraineté du chef de l'État du Royaume-Uni, duc de Normandie : ce titre officieux n'est usité qu'en la présence des citoyens de Jersey et n'est pas utilisé dans les autres îles anglo-normandes.

## Institutions ducales

### Ducs de Normandie
Alors que ses prédécesseurs sont qualifiés de jarl des Normands ou de comte de Rouen, Richard II de Normandie, qui succède à Richard Ier de Normandie, est le premier à se donner le titre de duc de Normandie.
Le duc de Normandie était l'un des six pairs laïcs primitifs.
Le titre subsiste officieusement : la reine du Royaume-Uni de Grande Bretagne et d'Irlande du Nord Élisabeth II était « duc de Normandie ».

### L'implantation castrale des ducs en Normandie
Avant le règne de Guillaume le Conquérant, on compte une vingtaine de châteaux répartis sur l'ensemble du territoire normand, qui sont attestés par les textes contemporains. On peut notamment citer en Seine-Maritime les châteaux d'Eu, de Fécamp, dans l'Eure le château d'Ivry-la-Bataille. Une grosse tour quadrangulaire, que l'on désigne aujourd'hui sous le nom de donjon roman, domine les cités de Bayeux (château de Bayeux) et de Rouen (tour de Rouen). Vers 1026-1027, les forteresses de Cherbourg, Brix et de l'Homme sont données en douaire par le duc de Normandie, Richard III, à sa fiancée la duchesse Adèle.
Ce nombre de châteaux relativement réduit, en regard à d'autres provinces, s'explique notamment par la propension des ducs de Normandie à conserver le droit de fortifier, empêchant la construction de forteresses « adultérines », principe énuméré dans les Consuetudines et Justicie (coutumes et justices), texte rédigé en 1091 qui précise : « Il n'était permis à personne en Normandie de creuser un fossé en terrain plat, sinon d'une profondeur telle que l'on pût, du fond, rejeter la terre à l'extérieur sans relais ; il n'était pas non plus permis de construire une palissade sinon d'un seul rang de pieux, sans éléments faisant saillie en avant, ni chemin de ronde. Sur un rocher ou dans une île, personne ne pouvait construire une fortification ; personne n'était en Normandie autorisé à construire un château ; et aucun possesseur de château ne pouvait interdire l'accès de sa fortification au seigneur de Normandie si celui-ci voulait la tenir en sa main ».
Cependant, au décès du duc Robert le Libéral, en 1035, celui-ci ne laisse qu'un seul enfant, Guillaume, âgé de 8 ou 9 ans et de plus bâtard, ce qui pousse certains barons normands à s’affranchir du droit de fortifier et élèvent des forteresses « adultérines ». L'archéologie confirmant la prolifération de châteaux dans les années 1035 à 1047, on peut notamment citer ceux d'Olivet, et du Plessis-Grimoult.

### Divisions territoriales

#### Comtés
L’administration du duché reposait sur des comtes et des vicomtes. Les premiers apparaissent sous le principat de Richard II (996-1026). Leur rôle consiste à la défense du pays (d’où la localisation des comtés sur les frontières), à la garde des châteaux ducaux, à l’administration des droits du duc et notamment la perception des revenus ducaux. Les comtes sont nommés et révocables par le duc ; plusieurs ont ainsi perdu leur fonction à la suite d’une mauvaise gestion ou d’un complot (par exemple Guillaume Guerlenc entre 1049 et 1055). À l’inverse, certains comtes ont réussi à imposer l’hérédité de leur charge sur plusieurs générations (les comtes d’Évreux).
- Comté de Talou, dit plus tard d'Arques
- Comté d'Aumale, attesté seulement en 1082
- Comté d'Avranches (démembré en vicomté d'Avranches et comté de Mortain entre 1015 et 1050)
- Comté de Brionne (qui disparaît sous Guillaume le Conquérant)
- Comté d'Eu
- Comté d'Évreux
- Comté d'Hiémois réduit en vicomté d’Hiémois au milieu du XIe siècle
- Comté d'Ivry, dont un seul comte est connu, Raoul d'Ivry
- Comté de Mortain

#### Vicomtés
Les vicomtés ne sont pas toujours des subdivisions des comtés. Certaines vicomtés correspondaient en effet à d’anciens comtés déclassés (Hiémois, Avranchin). De fait, les vicomtes normands étaient les représentants du duc, comte titulaire. Ainsi, les vicomtes avaient les mêmes fonctions que les comtes. Toutefois, à la différence de ces derniers, ils ne prenaient pas pour eux une partie des revenus ducaux mais les envoyaient à la cour ducale. Si la charge vicomtale était également révocable, quelques dynasties se sont pourtant formées (les Néel, vicomte de Cotentin), mais soit elles ont quitté la Normandie en 1204, soit elles ne conservèrent que quelques baronnies.

#### Baillies puis bailliages
Au cours du XIIe siècle sont instaurés les prémices d'un nouveau système de représentation ducale, sur le modèle des sherifs anglais. Toutefois, le maintien des comtés et de leur corollaire les vicomtés ont poussé les rois de France, ducs de Normandie continentale à réunir les vicomtés en baillies. Le bailli y représente le roi, les vicomtes y sont ses délégués nommés et non héréditaires, semblables aux prévôts dans les sénéchaussées. Le terme de bailliage, synonyme, s'impose dès la fin du XIIIe siècle. Les comtés et seigneuries dépendant directement de la Couronne (du Duc) avaient leur propre bailli. Ce système perdura dans les faits jusqu'en 1789 en Normandie continentale, bien que les baillis perdissent l'essentiel de leurs attributions au profit des intendants. Les îles Anglo-Normandes sont de nos jours encore divisées en deux bailliages dépendant de la Couronne britannique : le bailliage de Jersey pour l'île du même nom et le bailliage de Guernesey pour toutes les autres (Guernesey, Herm, Sercq et Aurigny, ainsi que les îlots les entourant).

#### Divisions ecclésiastiques

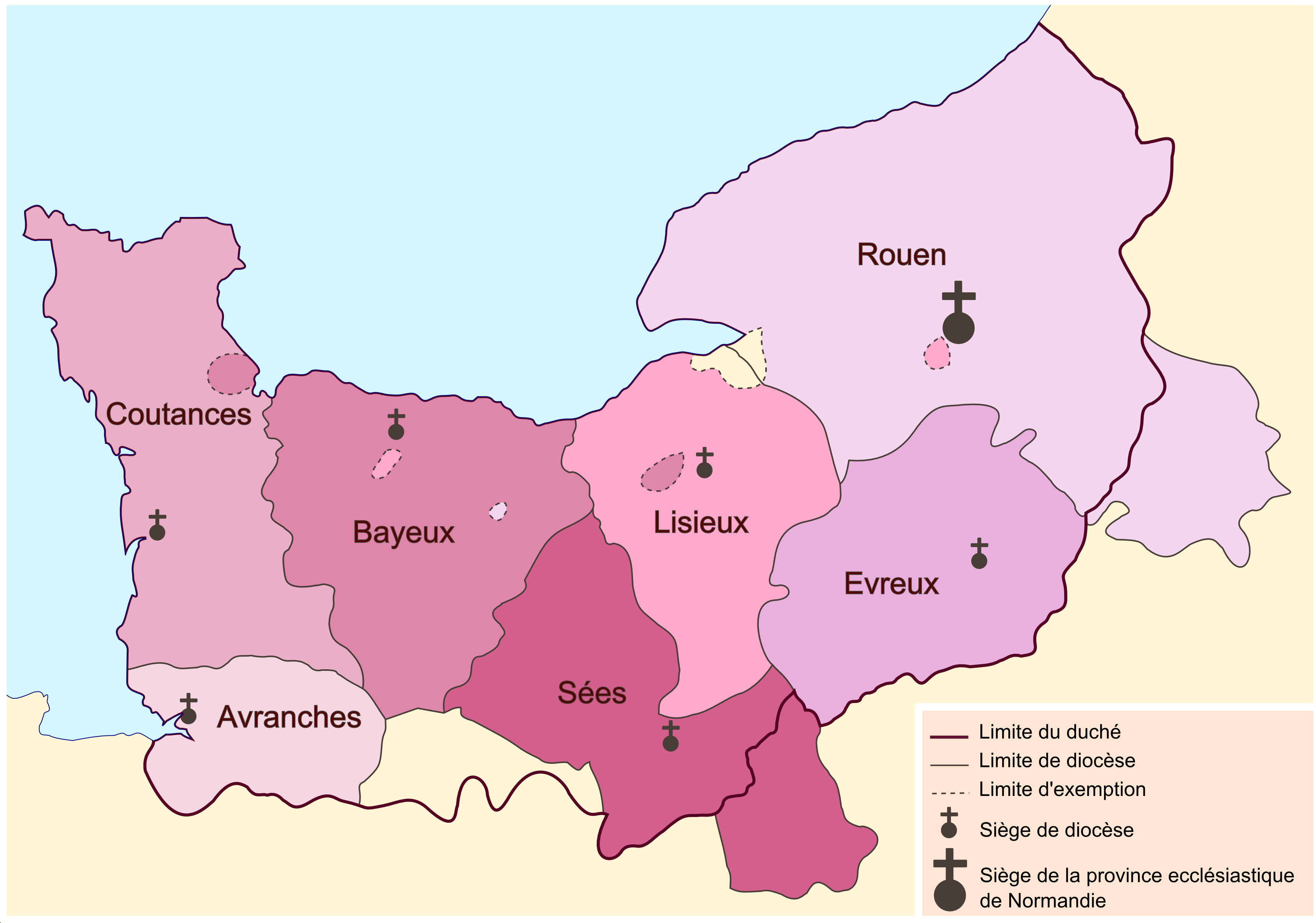
Les sept diocèses historiques de la province ecclésiastique de Rouen.

Le duché de Normandie correspond grosso modo à la province ecclésiastique de Rouen, qui comprend :
- le diocèse de Rouen ;
- le diocèse d'Évreux ;
- le diocèse de Lisieux ;
- le diocèse de Séez ;
- le diocèse de Bayeux ;
- le diocèse d'Avranches ;
- le diocèse de Coutances ;

Le Passais (région de Domfront) relevait toutefois du diocèse du Mans et l'exemption de Saint-Samson, située au sud de l'estuaire de la Seine, relevait de l'évêché de Dol.

## Quelques problématiques historiques

### Le duché de Normandie, un État viking?
Depuis le XIXe siècle, plusieurs historiens normands se sont plu à vanter l’origine viking de la région. Ce récurrent renvoi au peuple scandinave a servi de support à la construction d’une identité normande quelque peu affaiblie. Mais la marque des Vikings fut-elle si importante sur le duché ?
Dans la première moitié du XIe siècle, la Normandie offre l’image d’un pays francisé. L’empreinte viking apparaît somme toute assez limitée, mais celle des colons anglo-scandinaves est importante dans la toponymie. Certaines pratiques témoignent cependant d’une survivance des origines. Le duc Richard II a deux épouses : Judith, épousée selon le rite chrétien, et Papia, épousée à la mode danoise (more danico). Il n’hésite pas à accueillir à Rouen même une flotte de pillards vikings. De même, la filiation noble est rendue par l'adjonction du préfixe filz- / fitz- (« fils de ») au prénom du père, usage hérité de la pratique germanique (dans ce cas précis, scandinave) d'ajouter -son à la fin du nom du père pour nommer le fils. Par exemple : Tustein Fitz-Rou [Þorsteinn Hrólfsson] « Toutain le fils de Rou(f) » ou Richard FitzTurgis [Þorgilsson] « Richard le fils de Turgis ».
Dans le domaine institutionnel, les nouveaux chefs de la Normandie calquent leur État sur l’organisation carolingienne. Ils s’autoproclament comte, parfois marquis ou duc. Autant de titulatures d’origine romaine ou franque. Le duc a des droits régaliens, dans la lignée des rois carolingiens : droit de battre monnaie, droit de haute justice, droit sur les forêts, etc. L’ancien droit scandinave subsiste à travers quelques éléments du droit pénal comme l’ullac (du vieux norrois útlagr) « droit de bannissement » ou la hanfare, hainfare (du vieux norrois heimfara) « répression des assauts à main armée contre les maisons », très influencée par le hamsocn anglo-saxon, ou du droit civil comme le nam (latinisé en nammum, -num), terme issu du vieux norrois nám « prise de possession » (normand nant, namps « biens immobiliers », d’où son verbe dérivé passé en français nantir), et enfin en droit maritime, le varech désignant la propriété des épaves, ainsi que des cétacés s'échouant sur la côte, ainsi que les choses gaives (plus rarement vaives, du vieux norois veifa) désignant la propriété des épaves flottantes.
Les alliances matrimoniales contractées par les ducs aux Xe et XIe siècles renforcent la thèse d’une coupure avec le milieu d’origine. Les maîtres de la Normandie n’épousent pas les filles ou les sœurs des rois danois ou norvégiens. Ils préfèrent prendre femme (du moins celles épousées selon le rite chrétien) auprès de leurs voisins : Bretagne, France, Flandre.
Quelle meilleure preuve d’acculturation que la perte de la langue d’origine, le norrois ? Le latin dans les actes écrits et le parler local l’emportent. Seul le vocabulaire marin et maritime emprunte beaucoup aux Vikings.

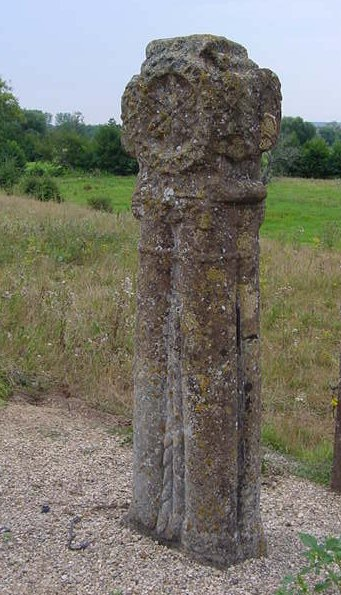
Croix romane près de Saint-Pierre-sur-Dives.

Du point de vue matériel, la colonisation scandinave donne l’impression de n’avoir presque rien bousculé, on décèle tout de même une influence dans la sculpture de certaines églises. Les dédicaces de paroisses restent les mêmes. On ne connaît pas d’exemple de désertion de village à cette époque. Bref, il y a une continuité avec la Neustrie carolingienne.
Comment expliquer cette francisation ? La christianisation, condition incluse dans le traité de Saint-Clair-sur-Epte, n’est sûrement pas étrangère à ce phénomène. Elle a joué un rôle intégrateur indéniable quand on sait qu’au Moyen Âge l’essence de la culture, de la civilisation en Europe occidentale tient beaucoup au christianisme. Le faible nombre d’immigrants scandinaves en Normandie peut former une deuxième explication. Mais c’est une hypothèse car nous n’avons pas d’estimation démographique. Certaines régions normandes (Pays de Caux, Roumois, Nord du Cotentin) affichent une forte densité de toponymes d’origine scandinave : les communes dont le nom se termine en -beuf / -bot (issu du mot norrois bóð, bâtisse), en -bec (de bekkr, ruisseau), en -dal(le) (de dalr, vallée), en -lon(de) (de lundr, bosquet, bois) et surtout en -tot (de topt, toft, terrain d'habitation ; plus de 300 noms en -tot pour toute la Normandie) y sont particulièrement nombreuses. Cette abondance peut laisser croire à une colonisation viking dense. Cependant, elle s'explique plutôt par l'afflux de colons d'origines diverses, afflux nordique mais pas forcément directement viking, avec notamment des fermiers originaires des îles britanniques et d'Irlande pour beaucoup et qui n'avaient plus grand lien avec leur passé viking. Ils pouvaient être danois, norvégiens, anglo-scandinaves, anglo-saxons, voire celtes de Grande-Bretagne et d'Irlande. Ce qui d'une part explique la forte densité des toponymes anglo-scandinaves et d'autre part le faible nombre de découvertes archéologiques proprement « viking ».
L’ouverture du duché à des influences autres que scandinaves ne laisse pas de doute. L’élite religieuse appartient souvent à l’extérieur. Les raids vikings avaient fait fuir presque tous les moines de Normandie. Les premiers ducs font appel à des abbés et à des communautés étrangères pour relever les abbayes normandes abandonnées. Richard II réussit à accueillir dans son État l’Italien Guillaume de Volpiano, abbé de Saint-Bénigne de Dijon, pour restaurer le monastère de Fécamp. Les prélats importants comme les archevêques de Rouen sont par contre souvent issus de la famille ducale ou de la noblesse, dont beaucoup remontent à un colon scandinave. Sauf exception, comme les Tosny, les Bellême ou la famille Giroie, les plus grands aristocrates descendent des compagnons de Rollon ou directement du duc. Par contre, au niveau subalterne, l’origine de la noblesse normande est plus hétéroclite : Bretagne, Île-de-France, Anjou.
En somme, le particularisme viking du duché semble rapidement s’évanouir. Au début du XIe siècle, un siècle après le traité de Saint-Clair-sur-Epte, la Normandie est une principauté francisée. Les regards normands ne se tournent plus vers la terre de leurs ancêtres.

### Un État modèle?
L’historien François Neveux présente la Normandie comme « un véritable État, où l’autorité publique l’emporte sans conteste sur les intérêts privés ». Il met en avant la « structure administrative particulièrement efficace » du duché dès le XIe siècle et « ses institutions solides » au XIIe siècle. Ce modèle normand sera exporté en Angleterre, à la suite de la conquête de 1066, et dans une bonne partie du royaume de France.
À première vue, la conclusion de François Neveux trouve en effet plusieurs appuis. Les premiers ducs parviennent à récupérer ou à conserver les droits des anciens rois carolingiens : ils sont les protecteurs de l’Église, ils nomment les évêques et nombre d’abbés, ils perçoivent un impôt direct, ils font régner la paix et la sécurité. Quiconque attaque un pèlerin, un marchand, un chevalier se rendant à l’ost a affaire à la justice ducale. En résumé, Rollon et ses successeurs sont des monarques sans en avoir le titre. Le duc Richard II (996-1026) établit des comtes dans les régions frontalières et des vicomtes à l’intérieur. Révocables, ces hauts fonctionnaires exercent un pouvoir que le duc leur a délégué.
En 1066, la conquête de l’Angleterre permet aux ducs d’obtenir le titre de roi. Elle oblige aussi à perfectionner l’administration car les nouveaux souverains anglo-normands peuvent difficilement tenir leur État partagé par la Manche. Des institutions permanentes voient le jour. Henri Ier d'Angleterre fonde l’office de justicier, celui-ci étant chargé d’administrer la Normandie quand le roi est sur l’île. Des justiciers itinérants sont mis en place sous ce même règne. Leur rôle rappelle celui des missi dominici de Charlemagne. Le trésor ducal est installé en permanence dans le château de Caen. Dans ce lieu, se tient au XIIe siècle l’Échiquier qui assure le contrôle des dépenses en tant que chambre des Comptes.
En 1154, le duc de Normandie, Henri II Plantagenêt, devient roi d’Angleterre alors qu’il était déjà comte d’Anjou et duc d’Aquitaine. La Normandie se retrouve incluse dans un vaste État s’étendant de l’Écosse aux Pyrénées. Noyé dans cet ensemble, le duché n’en perd pas pour autant toute influence. Les institutions normandes servent d’exemples et la Coutume de Normandie de référence dans le grand État Plantagenêt. Même le roi de France s’inspire du modèle normand en reprenant notamment l’idée de mise en place de baillis comme administrateurs locaux.
Si l’administration de la Normandie sert de modèle, il faut cependant concéder qu’elle-même trouve inspiration ailleurs. Notons par exemple que le développement de l’Échiquier doit beaucoup à l’exemple du comté de Flandre. Quant aux justiciers itinérants, le duc Henri Ier Beauclerc a ici repris une institution anglaise.

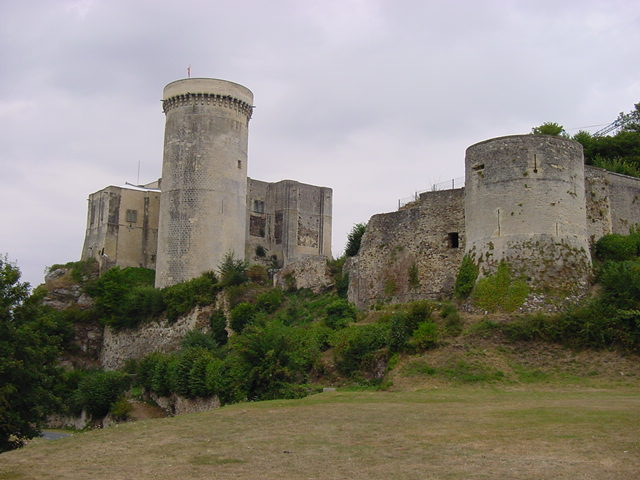
Une des principales forteresses ducales : le château de Falaise, où Guillaume le Conquérant est né.

L’image d’une Normandie puissante, bien gérée et dirigée mérite encore davantage de nuances. La Normandie plonge régulièrement dans plusieurs années d’anarchie. La cause : les successions ducales, qui se passent généralement mal, soit parce que l’héritier est trop jeune, soit parce qu’il est contesté. À tel point que l’historien A. Debord constate que les périodes de crise de l’autorité ducale représentent, dans la Normandie du XIe siècle, presque autant de temps que ses périodes d’assurance. La minorité de Guillaume le Conquérant (1035-1047) est un exemple de ces périodes difficiles.
L’affaiblissement du pouvoir ducal profite aux barons, en particulier ceux installés sur les marges, comme l’ont analysé Pierre Bauduin ou Gérard Louise. Ils développent des stratégies conformes à leurs intérêts et construisent des châteaux sans l’autorisation du duc. Le nombre actuel de mottes entourées de fossés révèle l’importance du phénomène. Les barons s’octroient la propriété des grandes forteresses ducales alors qu’ils n’en avaient que la garde. À la périphérie méridionale, les seigneurs de Bellême sont parmi les plus indépendants.
En somme, comme l’ensemble de la France, la Normandie est confrontée au XIe siècle à la crise châtelaine. Mais cette crise se produit par intermittence. L’héritier du duché finit par s’imposer. Il mate les aristocrates rebelles, récupère les châteaux confisqués et renoue par des mariages politiques des liens distendus. La paix ducale retrouve alors toute sa signification.
Dans la seconde moitié du XIIe siècle, il n’y a presque plus de crise. L’autorité des ducs-rois Henri II Plantagenêt (1154-1189), Richard Cœur de Lion (1189-1199) et Jean sans Terre (1199-1204) est incontestée. Les princes se sont définitivement imposés face aux barons.

### Sources
- Marie Fauroux, « Recueil des actes des ducs de Normandie (911-1066) », in Mémoires de la Société des Antiquaires de Normandie, t. XXXVI, 1961.
- Guillaume de Jumièges, Gesta Normannorum Ducum, J. Marx (éd.), Société de l’histoire de la Normandie, Rouen-Paris, 1914 (une édition plus ancienne sur Gallica).
- Orderic Vital, The Ecclesiastical History of Orderic Vitalis, M. Chibnall (éd.), Clarendon Press, Oxford, 1969-1980, 6 volumes (une édition plus ancienne sur Gallica).
- H. W. C. Davis, Regesta regnum anglo-normannorum, 1066-1154, Clarendon Press, Oxford, 1913.